# اجلاس ۲۰۰۹ گروه ۲۰ لندن
اجلاس ۲۰۰۹ گروه ۲۰ لندن اجلاس سران گروه بیست در مورد اقتصاد جهانی و بازارهای مالی بود که در آوریل ۲۰۰۹ در اکس‌سل لندن شهر لندن برگزار شد. این اجلاس در پی اجلاس سران گروه بیست در واشنگتن انجام شد.
همزمانی این اجلاس بحران اقصادی جهان باعث اهمیت زیاد این اجلاس شده بود.بحران اقتصادی سال ۲۰۰۸ و سال پس از آن، پس از بحران دهه ۱۹۳۰ بدترین بحران اقتصادی و مالی جهان به حساب می‌آید.این اجلاس تحت تدابیری امنیتی شدید برگزار شد.انجام این تدابیر امنیتی دهها میلیون پوند هزینه داشته است.این اجلاس با حضور سران سازمانهای بین‌المللی مالی مانند صندوق بین‌المللی پول، بانک جهانی و سازمان جهانی تجارت و اسپانیا و هلند به عنوان عضو ناظر برگزار شد..در زمان برگزاری این اجلاس تجمعات و تظاهرات‌های اعتراض‌امیز بسیاری برگزار شد که بعضاً با دخالت پلیس به خشونت کشیده شد.

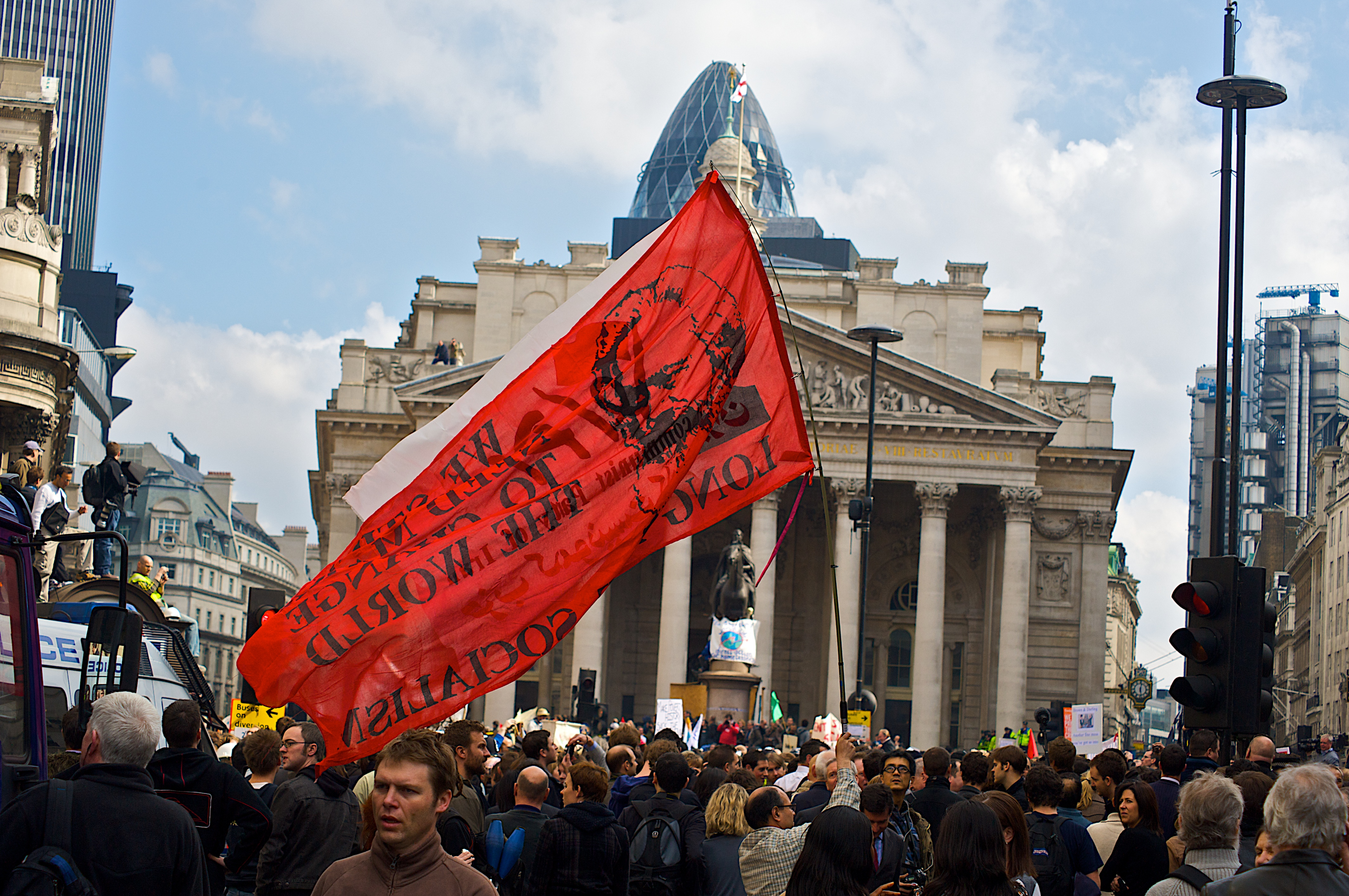
صحنه‌ای از برگزاری تجمعی در یک آوریل ۲۰۰۹